# Latawiec

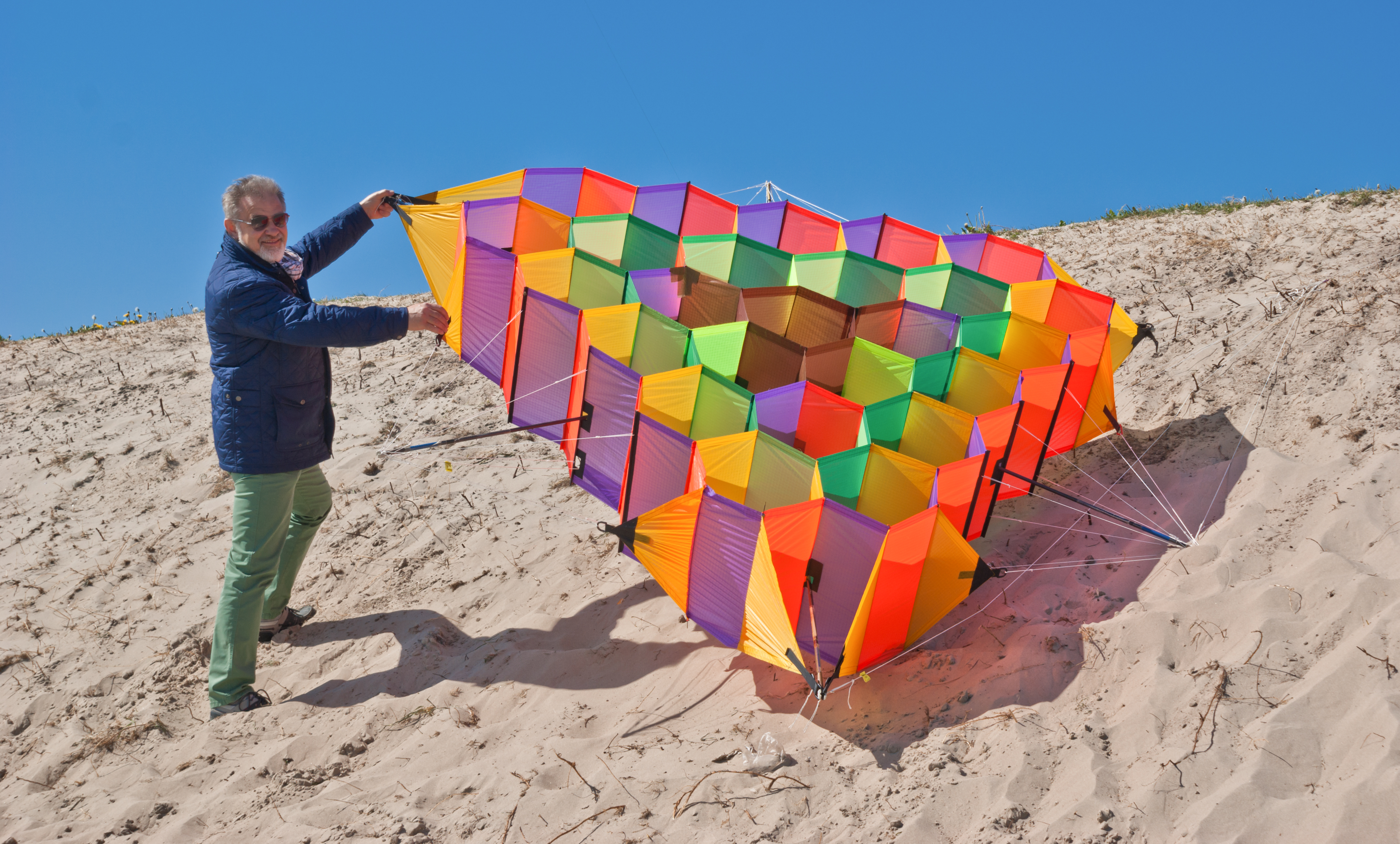
Latawiec na ziemi...

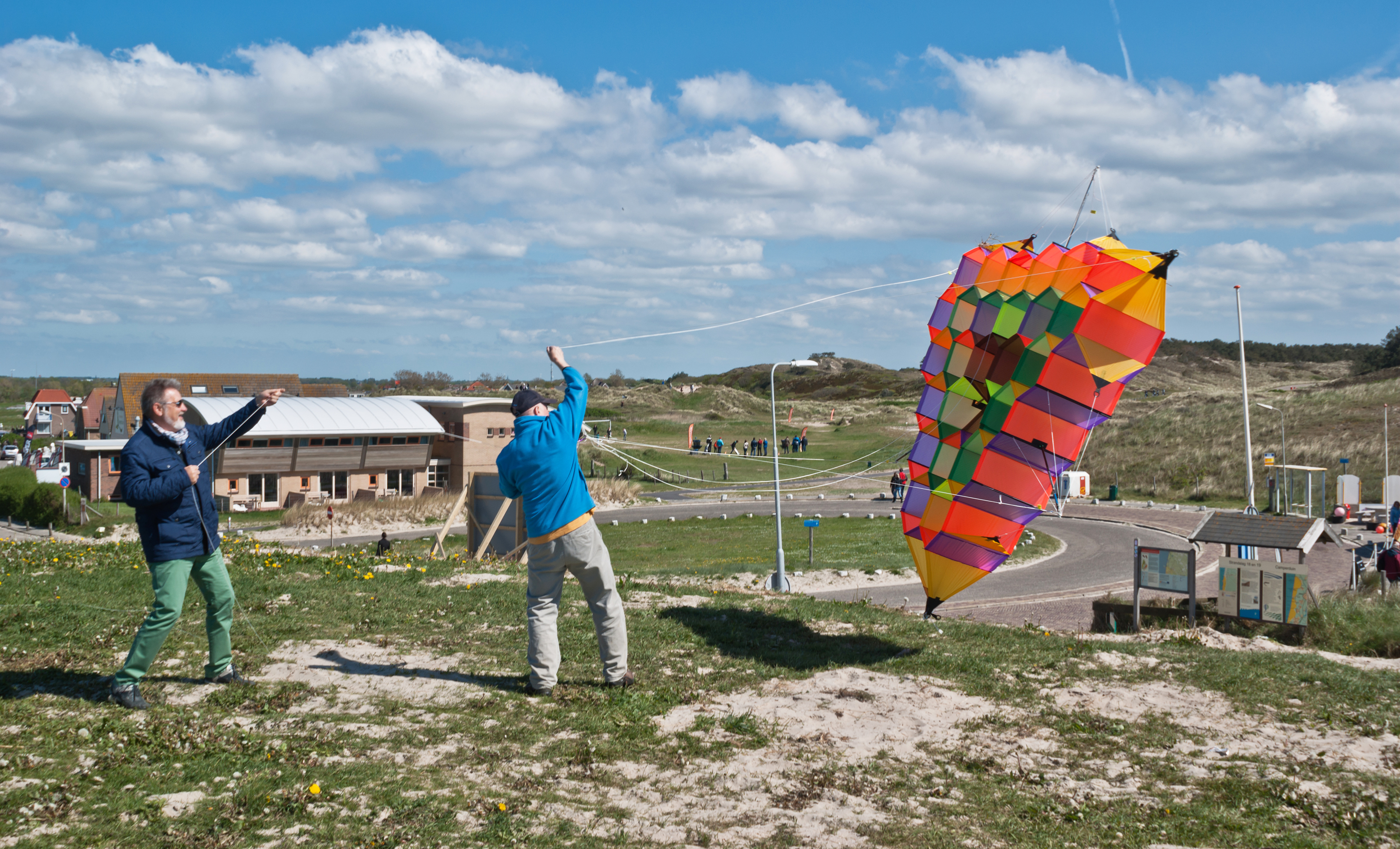
...w trakcie puszczania...

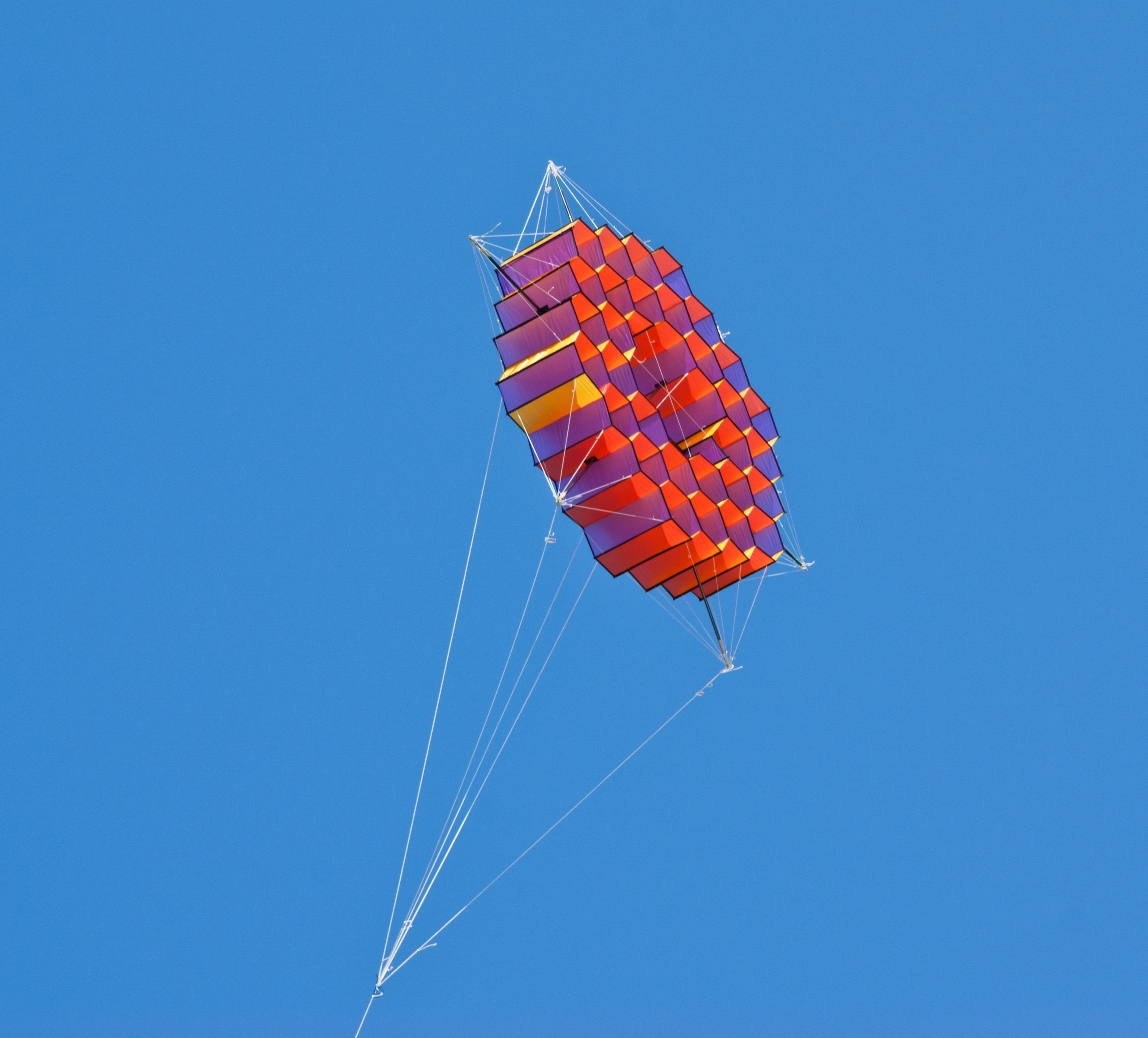
... i w powietrzu

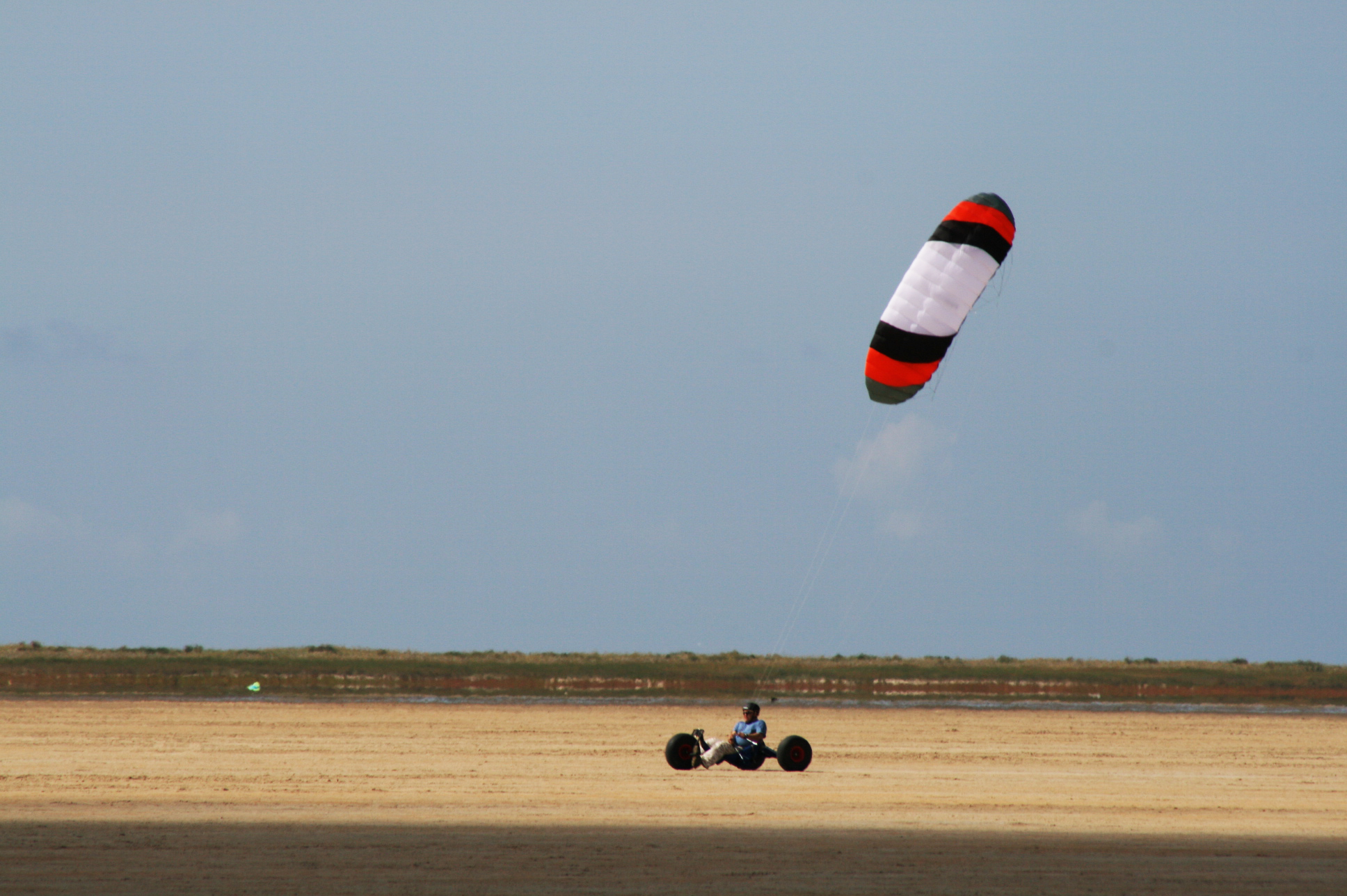
Buggykiting – żeglowanie po piachu przy pomocy latawca

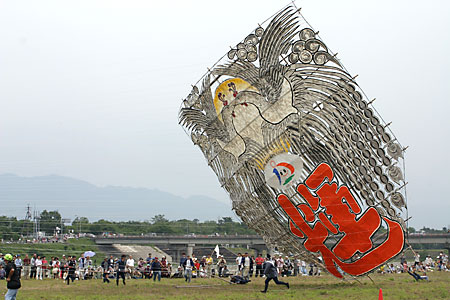
Latawiec

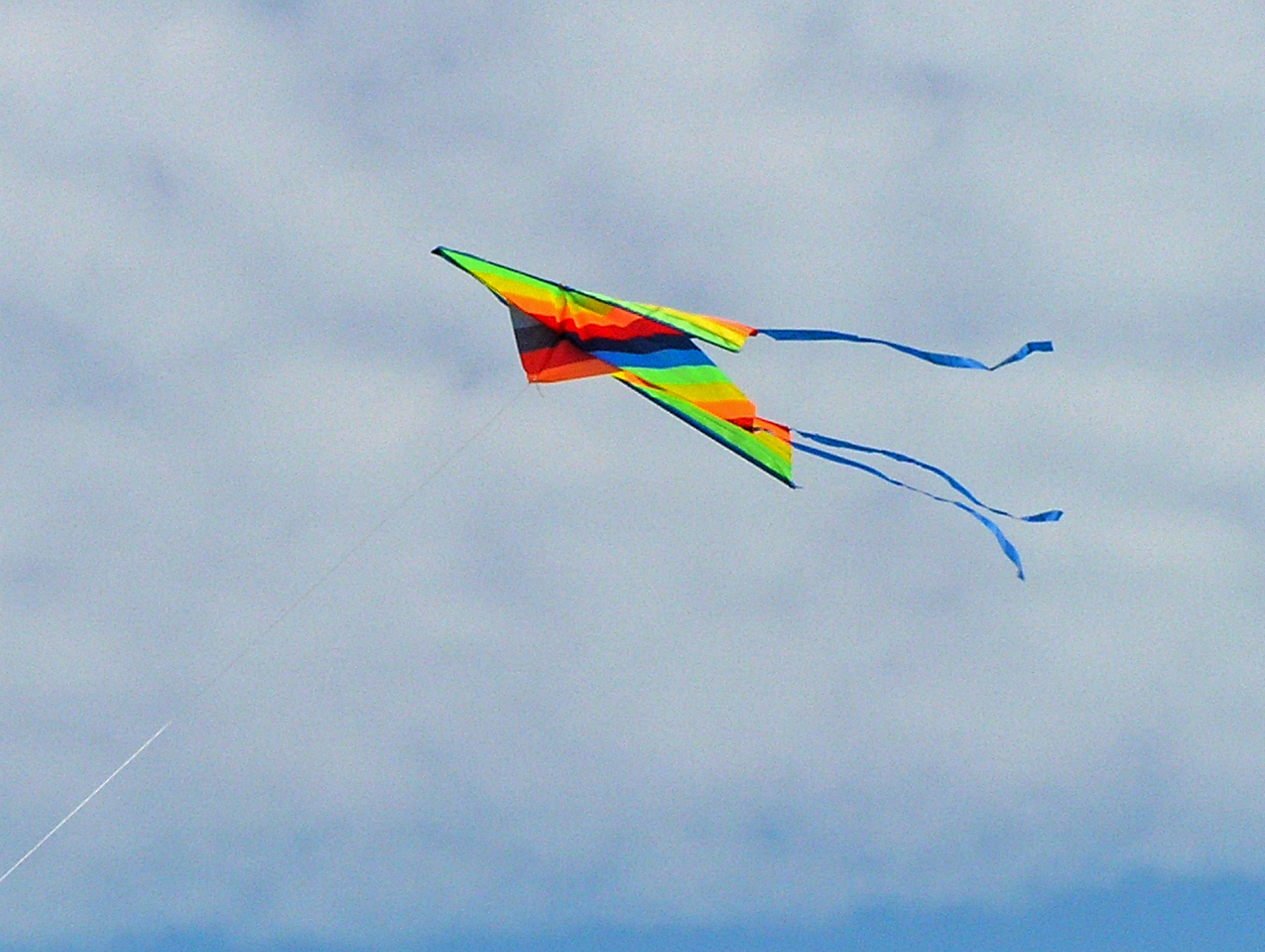
Latawiec – zabawka

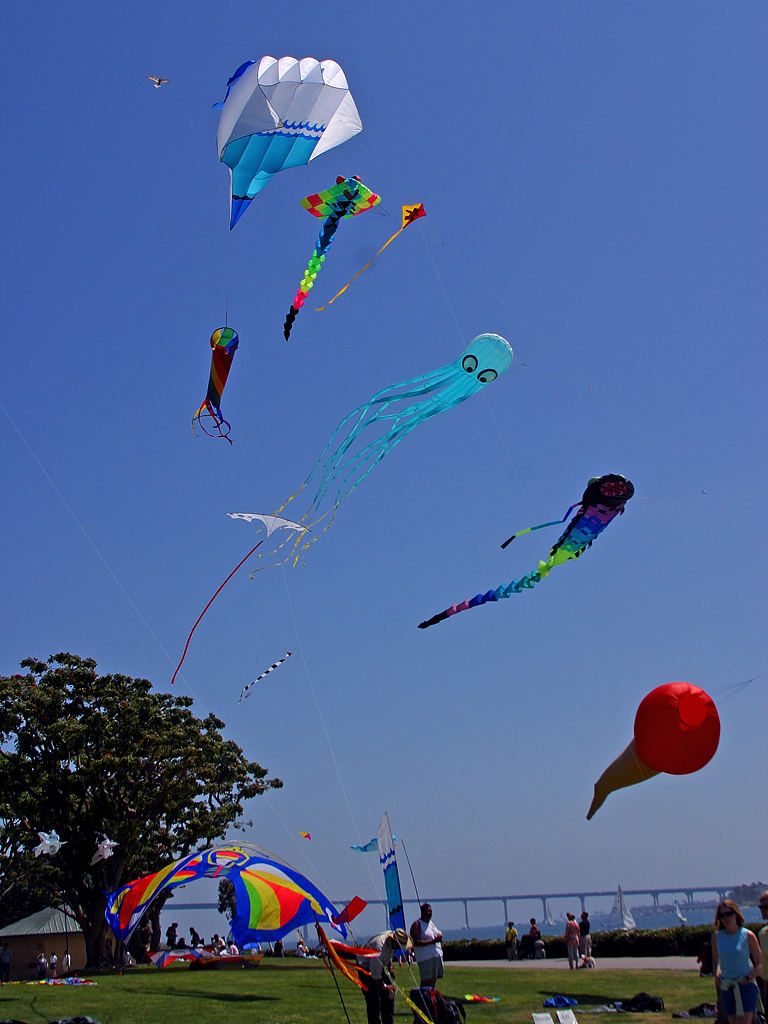

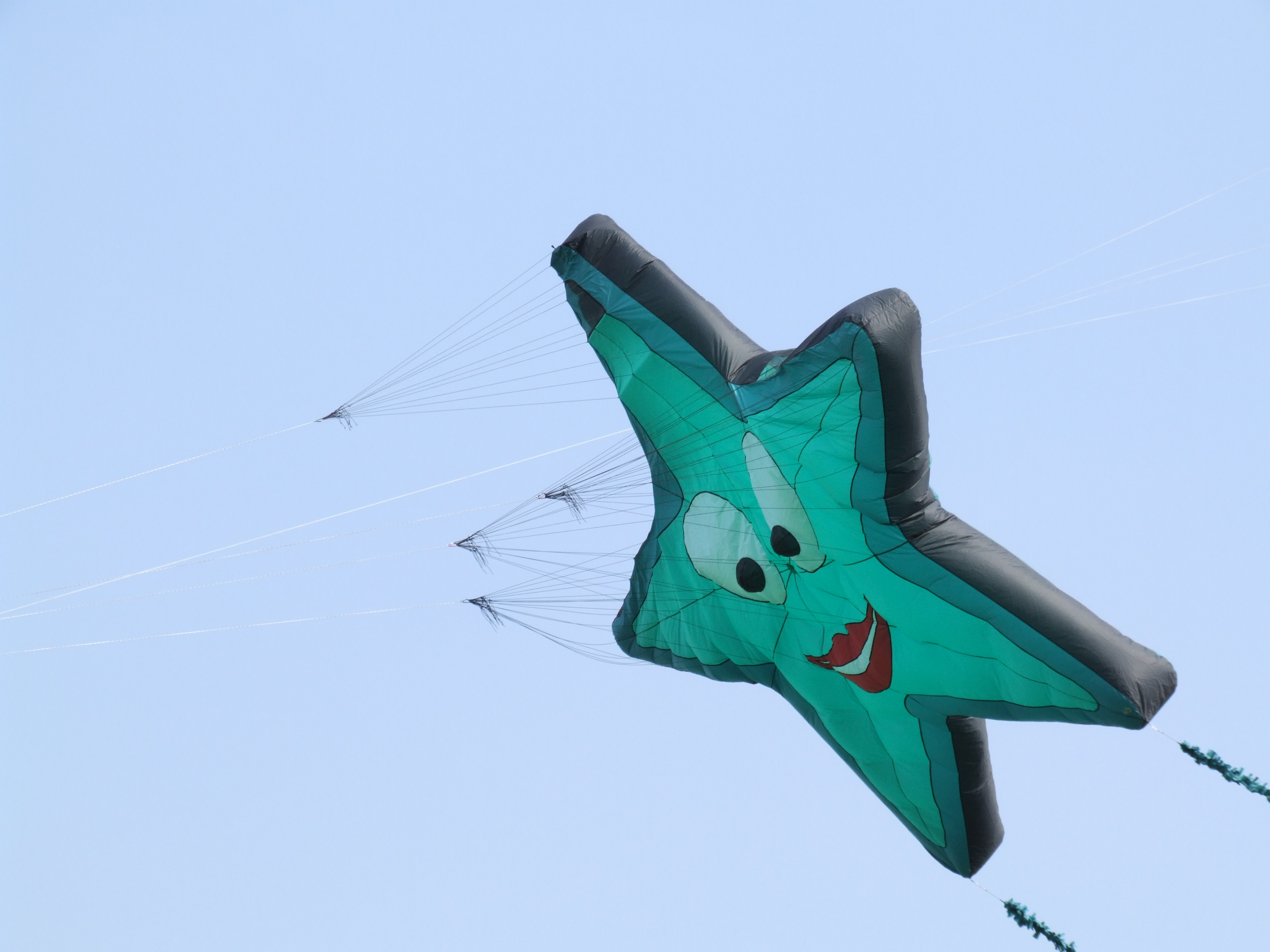

Latawiec – najstarszy i najprostszy konstrukcyjne przyrząd latający cięższy od powietrza (aerodyna). Tradycyjnie składa się ze szkieletu pokrytego płótnem lub papierem, nie posiada własnego napędu i jest zamocowany liną do stałego (lub ruchomego) punktu na powierzchni ziemi. Latawiec unosi się w powietrzu wykorzystując siłę nośną, jaka powstaje na jego powierzchni wskutek ruchu powietrza (np. wiatru) wytwarzającego różnicę ciśnienia nad i pod jego powierzchnią  – analogicznie jak na skrzydle samolotu. Pułap jaki może osiągnąć latawiec zależy zatem od długości linki, kąta natarcia, powierzchni nośnej oraz prędkości wiatru.  Urwanie się latawca z uwięzi powoduje zanik siły nośnej na jego powierzchni, wpadnięcie w korkociąg i w rezultacie upadek na ziemię.
Latawiec zazwyczaj ma kształt rombu lub deltoidu. Istnieją także latawce w kształcie różnych zwierząt.

## Historia
Historia tego jednego z najstarszych przyrządów latających cięższych od powietrza sięga kilkuset lat przed naszą erą, a jego ojczyzną są Chiny. Przypuszczalnie konstruktorem pierwszego latawca był ok. 500 r. p.n.e. niejaki Lu Ban. Dawne wzmianki przypisują również skonstruowanie drewnianego latawca w kształcie ptaka innemu Chińczykowi Mo Di. Historia zanotowała, że cesarze chińscy wykorzystywali latawce do celów wojennych. Sporządzone z listewek bambusowych i papieru ryżowego w kształcie przeraźliwych smoków, malowane na jaskrawe kolory, a następnie puszczane w stronę nieprzyjaciela siały postrach wśród wrogich wojsk. Cesarz Wu (465-549) z dynastii Liang zastosował latawce do łączności sygnalizacyjnej. Święto latawców obchodzone jest dotychczas w Chinach 9 dnia 9 miesiąca roku.
Z Chin latawiec zawędrował, za pośrednictwem kupców i marynarzy, do Korei, Japonii, na Archipelag Malajski, przez Birmę i Indie do krajów arabskich i Afryki Północnej, aż w końcu w XIV wieku trafił do Europy, a pod koniec XIX stulecia dotarł także do Ameryki i Australii. W Polsce latawce niewątpliwie musiały być znane od czasu najazdu Tatarów, kiedy to w bitwie pod Legnicą w 1241 r. stosowane były latawce o smoczych kształtach; pewne informacje przekazane zostały przez rysowników i malarzy – były to latawce w formie dziecięcych zabawek, a te namalowane dane pochodzą z przełomu XVIII i XIX wieku.
W Tajlandii puszczanie latawców było rozrywką rodziny panującej i zajmowało to tyle czasu, że władca często nie miał kiedy zająć się sprawami państwowymi. Dlatego w 1358 roku wydano edykt zakazujący używania latawców w pałacu królewskim i w jego okolicach. Z czasem zabawa ta spopularyzowała się. Sezon puszczania latawców rozpoczyna się tu – jak i w innych krajach Półwyspu Indochińskiego – po zbiorach ryżu. Dawniej trwał on ok. 3 miesiące, obecnie – ze względu na dwukrotne zbiory w ciągu roku – jest znacznie krótszy.
Japonia natomiast jest krajem, gdzie latawiec jest najbardziej ukochaną zabawką, a zarazem i ważnym symbolem. Piątego dnia piątego miesiąca każdego roku wypuszcza się tam ogromną liczbę latawców dla uczczenia męskich potomków, co ma na celu dodanie tymże potomkom waleczności, płodności i wszystkiego co najlepsze. Także w Japonii, setki lat temu, powstało Rokkaku, czyli walki olbrzymich latawców.
W Syjamie latawce pełniły funkcje podobne jak w Europie proporce czy flagi. Królowie i książęta kazali wypuszczać nad swoimi posiadłościami barwne latawce, symbolizujące dostojeństwo i władzę.
W całej Europie latawce stały się popularne w XVII stuleciu, a ich zasadniczy romboidalny kształt nie zmienił się do dziś. Niegdyś wysmarowane siarką, zmieszaną z woskiem i prochem, po podpaleniu liny uwięziowej używane były przez białych misjonarzy jako wiadomość od zagniewanego Boga i stały się skutecznym środkiem krzewienia chrześcijaństwa wśród barbarzyńców. W Rzeczypospolitej Obojga Narodów latawce nazywano „szybami” (od. szybować) lub szaszorami i miały one zwykle kształt orła.
Latawce były (i są) wykorzystywane do rozmaitych celów, a także stały się obiektem licznych eksperymentów. Oto kilka ciekawszych dat z przebogatej historii latawców:
- w 1749 r. po raz pierwszy wykorzystano latawiec do celów meteorologicznych; Thomas Melville i Alexander Wilson zmierzyli temperaturę na wysokości 900 m za pomocą termometru umieszczonego właśnie na latawcu;
- w 1752 r. Benjamin Franklin dokonał pomiaru ładunków elektrostatycznych, wypuszczając latawiec z umocowanym metalowym kluczem w czasie burzy, co doprowadziło do wynalezienia piorunochronu;
- w 1760 r. po raz pierwszy wykorzystano latawiec do celów ratownictwa morskiego;
- w 1835 r. w USA powstało stowarzyszenie naukowo-badawcze, klub latawcowy Franklin Kite Club;
- w 1846 r. Rosjanin A. Popow wykorzystał linkę holowniczą latawca jako antenę radiową;
- w 1883 r. meteorolog E. D. Archibald rozpoczął w Anglii badania górnych wiatrów przy użyciu latawca, dzięki czemu odkrył dziś już dobrze znane fakty: zwiększanie się prędkości wiatru wraz ze wzrostem wysokości oraz zmiany jego kierunku;
- w 1887 r. ten sam Archibald po raz pierwszy użył aparatu fotograficznego umocowanego na latawcu do wykonania zdjęć z powietrza; metoda ta była wykorzystywana m.in. w archeologii lotniczej, zanim wyparły ją drony;
- w 1893 r. Anglik Lawrence Hargrave wynalazł latawiec skrzynkowy, który stosowany następnie był m.in. do badań meteorologicznych[10];
- w 1894 r. natomiast Amerykanin McAdie ulepszył latawiec stosowany w badaniach meteorologicznych i wraz z W. Eddym, który udoskonalił konstrukcję latawców sondażowych, wyposażał małe statki powietrzne w samopiszącą aparaturę pomiarową; w tym też roku pięć latawców Eddy’ego wraz z aparaturą o masie ok. 5 kg wzniosło się na wysokość ponad 500m;
- w 1901 r. odbyła się pierwsza transatlantycka transmisja radiowa z użyciem linki latawca wzniesionego na wysokości 120 m, której to transmisji twórcą był Guglielmo Marconi;
- W 1904 r. Anglik Samuel Franklin Cody(inne języki) pokonał kanał La Manche w łodzi holowanej przez latawiec. Obecnie latawce są stosowane przez niektórych rybaków w Indonezji do połowu ryb.[11]
- w 1910 r. we Francji powstała wojskowa jednostka latawcowa przystosowana do załogowych lotów obserwacyjnych (latawiec typu Cody z zawieszonym obserwatorem);
- w 1938 r. Polak M. Bohatyrew opatentował latawcowy system szkolenia skoczków spadochronowych;
- w latach 1940–1945 wszystkie brytyjskie samoloty wyposażone były w sprzęt ratowniczy, w skład którego wchodził mały składany latawiec skrzynkowy do rozwijania linki antenowej aparatury radiowej;
- w 1950 r. Główna Kwatera Związku Harcerstwa Polskiego zorganizowała pierwsze korespondencyjne ogólnopolskie zawody latawcowe;
- w 1956 r. na Arktyce i Antarktydzie uczeni radzieccy za pomocą latawców dokonali pomiarów dolnych warstw atmosfery ziemskiej;
- w 1979 r. pokonano po raz kolejny rekord wyniesionej wysokości meteorologicznych aparatów pomiarowych umieszczonych na latawcu do 10 tys. metrów

Pierwsze latawce budowano z takich materiałów jak bambus, jedwab czy papier. Dzisiejsze latawce bardzo różnią się nawet od swoich odpowiedników sprzed 10–20 lat. Obecnie do ich produkcji używa się wysoce zaawansowanych technologicznie materiałów, a kształty czy wykroje projektuje się na komputerze. Latawce szyje się ze specjalnych tkanin poliestrowych, poliamidowych, powlekanych silikonem z delikatną siatką wewnątrz, która dodatkowo wzmacnia tkaninę. Dzięki temu są one bardzo wytrzymałe i ultralekkie. Do konstrukcji szkieletów używane są pręty i rurki z włókien szklanych lub węglowych, a także linki o szczególnie dużej wytrzymałości, takie jak m.in. dyneema, technora, aramid czy kevlar. Kapy, łączniki, zabezpieczenia, karabinki oraz wzmocnienia to także wyspecjalizowane materiały, które czynią latawiec naprawdę profesjonalnym obiektem latającym.
Rekord świata w wysokości lotu latawca należy do USA i został ustanowiony w 1919 r. Zestaw siedmiu latawców osiągnął wysokość 9740 metrów.

## Podział latawców ze względu na budowę
Podstawowe typy latawców to:
- płaskie – o jednej, płaskiej powierzchni nośnej,
- półpłaskie – gdzie powierzchnia nośna jest wypukła
- latawce skrzynkowe.

Latawce płaskie mają z reguły ogon, często ozdobny, umieszczony na środku dolnej części powierzchni w celu stabilizacji lotu. Gwałtowny rozwój nowych, lekkich i bardzo wytrzymałych materiałów do konstrukcji latawców spowodował, że pojawiło się bardzo wiele konstrukcji, które umożliwiły, nawet przy bezwietrznej pogodzie, albo przy bardzo silnym wietrze na kontrolowany lot latawca. Na uwagę zasługują tu latawce sterowane (akrobatyczne), które w szybkim tempie, także w Polsce, zdobywają coraz więcej zwolenników. Sterowanie latawcem akrobatycznym umożliwiają dwie linki o jednakowej długości. Odmianą latawca sterowanego jest również pędnik stosowany w kitesurfingu.
Za rozwojem latawców i sportu latawcowego podąża powstawanie coraz to nowszych gatunków latawców. Można je klasyfikować biorąc pod uwagę wiele różnych wariantów, w zależności od wielkości, materiałów czy też samej konstrukcji oraz sposobu użytkowania.

## Zakaz w fundamentalistycznym islamie
W 1996 roku w Afganistanie dekretem urzędu Amr bil Maruf Talibowie zakazali funkcjonowania sklepów sprzedających latawce. Spowodowane było to faktem, że Koran nie wspomina o puszczaniu latawców. Zakaz zniesiono dopiero w 2002 roku, gdy koalicja wojsk zachodnich i Sojuszu Północnego pokonała talibów. Opowiada o tym film „Chłopiec z latawcem”.
Podobny zakaz wprowadzono w Pakistanie. Pod wpływem duchownych muzułmańskich władze miasta Lahore wprowadziły zakaz puszczania latawców. Powodem było hinduistyczne pochodzenie tego święta obchodzonego tylko w prowincji Pendżab. W ten sposób zlikwidowano wielowiekową tradycję święta Basant i jedną z wielkich atrakcji turystycznych. Przepisy takie władze prowincji Pendżab wprowadziły w 2001. Podtrzymał je pakistański sąd najwyższy w 2005 roku. Zakaz ten był znoszony na dwa tygodnie lutego (na okres tego święta). Jednak w 2010 roku nie zrobiono tego. W uzasadnieniu podano, że latawce mogą ułatwić dokonanie zamachu terrorystycznego.